# Сейнт Джонс
Вижте пояснителната страница за други значения на Сейнт Джонс.
Сейнт Джонс (на английски: St. John's – в превод „На свети Джон“) е столицата на островната държава Антигуа и Барбуда на Карибите.
Градът има население от 22 219 души (2011) и обща площ от 10 км². Намира се на остров Антигуа.
Сейнт Джонс е търговският център на държавата както и най-голямото пристанище на Антигуа.